# رولاند باس
رولاند باس (بالهولندية: Roland Baas) (ولد في 2 مارس 1996) هو لاعب كرة قدم هولندي يلعب حالياً في نادي هيراكليس ألميلو.

## روابط خارجية
- رولاند باس على موقع قاعدة بيانات كرة القدم.إي يو (الإنجليزية)
- رولاند باس على موقع Soccerway.com (الإنجليزية)
- رولاند باس على موقع عالم كرة القدم.نت (الإنجليزية)
- رولاند باس على موقع AS.com (الإسبانية)